# Pomník Boženy Němcové (Praha)
Pomník Boženy Němcové je umístěn na travnaté ploše proti paláci Žofín na Slovanském ostrově v Praze. Socha je dílem Karla Pokorného z roku 1955 a umístění pomníku souvisí se společenským životem Boženy Němcové a plesy v žofínském paláci. Pomník je kulturní památka České republiky evidovaná v Ústředním seznamu kulturních památek od roku 1962.

## Historie
Společnost Boženy Němcové vypsala veřejnou soutěž na návrh kamenného pomníku při příležitosti 120. výročí narození spisovatelky roku 1940. Původně měl být umístěn v Seminářské zahradě na Petříně a později byl určen pro zahradu Kinských. V porotě pro posouzení návrhů byli: předsedkyně Společnosti A. M. Tilschová, zástupce radnice hl. m. Prahy, členové výtvarného odboru Benda, Matějček, Wirth, Roškotová, Urbanová, sochaři Kafka, Šaloun, malíř Švabinský a architekt Gočár. Žádný z uchazečů neuspěl a roku 1941 byla vypsána nová soutěž, ale opět nebyl přijat žádný ze tří návrhů.
Poslední soutěž se uskutečnila až po roce 1948 a v ní zvítězil návrh sochaře Karla Pokorného a architekta Jaroslava Fragnera. Podle svědectví Jana Koblasy se jednalo o v pořadí několikátou variantu sochy, kterou profesor Pokorný vytvořil. Pojetí dřívějších návrhů se postupně měnilo od alegorie Jitro – Proti větru – Zrazená – až po konečný návrh - Božena Němcová bojující, kde je spisovatelka interpretovaná podle ideologizující představy Julia Fučíka. Konečná varianta sochy plně vyhověla požadavkům režimu poloviny 50. let

## Popis
Bronzová socha v lehce nadživotní velikosti zpodobuje Boženu Němcovou jako prostovlasou mladou ženu. Je zachycena v pohybu, s nakročenou levou nohou, rozevlátými dlouhými šaty a vyšívaným šátkem přehozeným přes záda. Spisovatelka drží v levé ruce knihu a v pravé ruce před sebou kytici květin.
Pomník byl umístěn na Žofín, kde se pozdější spisovatelka roku 1843 zúčastnila svého prvního plesu a seznámila se zde s básníkem Nebeským.

## Pomníky Boženy Němcové
- Česká Skalice, pískovcový pomník s mramorovou bystou, sochař Mořic Černil, 1888
- Ratibořice, sousoší Babičky s dětmi, sochař Otto Gutfreund, 1922
- Zlíč poblíž Babiččina údolí, kamenná socha sedící spisovatelky, sochař František Veis, 1912.[4]
- Hradec Králové, kamenná socha sedící spisovatelky, neúspěšný soutěžní návrh z roku 1940, osazeno v Hradci Králové 1950, sochař Josef Škoda[5]
- Olomouc, Čechovy sady, stojící bronzová socha v nadživotní velikosti, sochař Vladimír Navrátil, 1965, kulturní památka ČR, r.č. 50116/8-1712.[zdroj⁠?!]
- Česká Skalice, Muzeum Boženy Němcové, Pomník Barunky Panklové, sochařka Marie Uchytilová- Kučová, 1970[6]
- Červený Kostelec, Smetanovy sady, socha Boženy Němcové, akademický sochař Ladislav Faltejsek, 1962[7]

Nejznámějším malířským portrétem Boženy Němcové je dílo Vojtěcha Hellicha z roku 1845.